# Goslarer Rangstreit
Beim Goslarer Rangstreit eskalierte zu Pfingsten 1063 im Goslarer Stift St. Simon und Judas der Streit um eine Sitzordnung zu einer bewaffneten Auseinandersetzung mit mehreren Toten. Hintergrund ist die frühmittelalterliche Rechtsordnung, die vor allem auf personalen Loyalitäten und jederzeit gewährbaren und entziehbaren Privilegien beruhte.

## Voraussetzungen
In der mittelalterlichen Gesellschaftsordnung waren mit Rangsymbolen und -ritualen reale Macht und Einkünfte verbunden. Eines dieser Rituale war das Einhalten einer Sitzordnung bei zeremoniellen Anlässen. Wer näher beim König oder anderen Ranghohen sitzen durfte, hatte am Ort der Zeremonie größere Rechte als andere Personen. Infolgedessen kam es bei unklarer Abgrenzung von Zuständigkeiten und Hoheitsbereichen des Öfteren zu sogenannten Sesselstreitigkeiten um die Sitzreihenfolge. Dabei gab es selten eine Einigung, denn „ein Nachgeben und Zurücktreten des einen hätte den Streit zugunsten des anderen entschieden und ... (kam) daher nicht in Frage“, so der Historiker Gerd Althoff. Keine dieser Streitigkeiten endete aber in einer derartigen Auseinandersetzung mit mehreren Toten und einem anschließenden Mönchsaufstand wie der Goslarer Rangstreit zwischen dem Abt Widerad von Fulda und dem Bischof Hezilo von Hildesheim.

## Der Verlauf des Rangstreits
Zweimal gerieten im Goslarer Stift St. Simon und Judas der Abt Widerad der Reichsabtei Fulda und der Bischof Hezilo von Hildesheim darüber in Streit, wer das Recht habe, neben dem Erzbischof von Mainz zu sitzen.

### Weihnachten 1062
Zum Vespergottesdienst zu Weihnachten 1062 brach dieser Streit erstmals aus. Der Abt beanspruchte dieses Recht wohl hauptsächlich aufgrund der traditionsreichen, besonderen Beziehung zwischen dem Kloster Fulda und dem Reich für sich: Das Kloster Fulda war vom Mainzer Erzbischof Bonifatius gegründet worden, und zahlreiche kaiserliche und päpstliche Privilegien räumten dem Kloster Fulda und seinem Abt eine Sonderstellung ein. So war das Kloster beispielsweise exemt, der Abt besaß ein Primat und hatte ein Anrecht auf bischöfliche Pontifikalien.
Der Bischof von Hildesheim beharrte hingegen darauf, dass ihm aufgrund seiner Stellung als Bischof niemand vorgezogen werden dürfe, schon gar nicht innerhalb seiner Diözese (wobei das Goslarer Stift ebenfalls exemt war und somit nicht zur Hildesheimer Diözese gehörte, sondern direkt dem Papst unterstellt war).
Der Streit weitete sich zu einem Handgemenge aus, das der Herzog von Bayern, Otto von Northeim, durch energisches Dazwischengehen beendete. Er entschied den Sitzstreit zugunsten des Abtes von Fulda.
König Heinrich IV. war bei diesem Treffen nicht anwesend, er verbrachte das Weihnachtsfest in Freising. Tuomas Heikkilä (s. Lit.) vermutet daher eine Synode des Erzbistums Mainz, möglicherweise in Opposition zur Übergangsregierung Annos II.

### Das Blutbad zu Pfingsten 1063
Am 17. Juni 1063, am Samstag vor Pfingsten, kam es zum Vespergottesdienst erneut zu der gleichen Auseinandersetzung. Die Vorzeichen waren diesmal aber andere: Der 12-jährige König war anwesend, es handelte sich um einen Hoftag. Hezilo durfte davon ausgehen, aufgrund seiner bischöflichen Stellung diesmal den Vorzug zu erhalten,  trotzdem hatte er vorgesorgt, wohl ahnend, dass Widerad auf seiner zu Weihnachten erreichten Position beharren würde.
Hezilo hatte daher hinter dem Altar bewaffnete Männer unter der Führung von Ekbert von Braunschweig in Stellung gebracht. Als diese hörten, dass im Kirchenschiff der Streit erneut eskaliert, trieben sie die Fuldaer mit Knüppeln aus der Kirche. Diese bewaffneten sich nun ihrerseits und kehrten in den Gottesdienst zurück. Lampert von Hersfeld beschreibt das sich entwickelnde Blutbad, dessen Augenzeuge auch der König war, in seinen Annalen:

„Inmitten des Chors und der psalmodierenden Mönche kommt es zum Handgemenge: man kämpft jetzt nicht mehr nur mit Knütteln, sondern mit Schwertern. Eine hitzige Schlacht entbrennt, und durch die ganze Kirche hallt statt der Hymnen und geistlichen Gesänge Anfeuerungsgeschrei und  Wehklagen Sterbender. Auf Gottes Altären werden grausige Opfer abgeschlachtet, durch die Kirche rinnen allenthalben Ströme von Blut, vergossen nicht wie ehedem durch vorgeschriebenen Religionsbrauch, sondern durch feindliche Grausamkeit. Der Bischof von Hildesheim hatte einen erhöhten Standort gewonnen und feuerte seine Leute wie durch ein militärisches Trompetensignal zu tapferem Kampfe an, und damit sie sich nicht durch die Heiligkeit des Ortes vom Waffengebrauch abschrecken ließen, hielt er ihnen das Aushängeschild seiner Machtbefugnis und seiner Erlaubnis vor. Auf beiden Seiten wurden viele verwundet, viele getötet, unter ihnen vornehmlich Reginbodo, der Fuldaer Bannerträger, und Bero, ein dem Grafen Ekbert besonders treuer Gefolgsmann. Der König hob zwar währenddessen laut seine Stimme und beschwor die Leute unter Berufung auf die königliche Majestät, aber er schien tauben Ohren zu predigen. Auf die Mahnung seines Gefolges, an die Sicherung seines Lebens zu denken und den Kampfplatz zu verlassen, bahnte er sich schließlich mit Mühe einen Weg durch die dicht zusammengeballte Menge und zog sich in die Pfalz zurück.“

Den Hildesheimern gelang es schließlich, die Fuldaer aus der Kirche zu drängen. Diese wiederum belagerten nun die in der Kirche Verbarrikadierten. Erst der Einbruch der Dunkelheit setzte dem Kampf ein Ende.

## Die Folgen des Rangstreits
Am folgenden Tag fand eine Untersuchung des Vorfalls unter Vorsitz des Königs statt. Dieser, unter dem Einfluss des Mainzer Erzbischofs Siegfried stehend, sprach Abt Widerad in vollem Umfang schuldig und drohte ihm mit Amtsenthebung. Von dieser Anklage kaufte sich der Abt frei.
Nach der Schilderung Lamperts scheint dieses Urteil zu überraschen, doch war Lamperts Bericht nicht objektiv. Zu der Zeit des Streites gab es große Spannungen zwischen den Klöstern des Reiches und dem Episkopat. Lampert stand als Angehöriger des Klosters Hersfeld auf Seiten Widerads. Seine Darstellung Hezilos ist daher wohl etwas übertrieben.
Dem Abt wurde vorgeworfen, mit einem auffallend großen und bewaffneten Gefolge in Goslar erschienen zu sein, die Tat also von langer Hand vorbereitet zu haben. Auch waren es die Fuldaer, die zu den scharfen Waffen gegriffen hatten und während des Gottesdienstes das Blutbad ausgelöst hatten. Die Hildesheimer hatten sich vor Beginn des Gottesdienstes nur der Knüppel bedient. Nicht zuletzt verfügte der auf Seiten Hildesheims stehende Ekbert über hervorragende Beziehungen zum König: Heinrich und er hatten in Kaiserin Gisela eine gemeinsame Großmutter, ihrer beider Väter waren Halbbrüder. Außerdem hatte Ekbert Heinrich beim Staatsstreich von Kaiserswerth das Leben gerettet. Für die Schuld des Abts scheint auch zu sprechen, dass er von einem Privileg des Papstes keinen Gebrauch machte, das dieser den Äbten von Fulda 999 zugestanden hatte und das besagte, dass nur der Papst selbst über eine Amtsenthebung des Abtes entscheiden könne.
Um sich von der Anklage zu befreien, leistete Widerad Zahlungen an den König und wohl auch an Hezilo und das Goslarer Stift. Dabei griff er auch auf Eigentum des Mönchskonventes zurück. Dies stürzte das Kloster in eine tiefe Finanzkrise und löste einen Aufstand der Fuldaer Mönche gegen den Abt aus. Obwohl Widerad den Großteil der Mönche beschwichtigen konnte, machten sich sechzehn Mönche zum König auf, um sich über Widerads Zugriff auf das Klostergut zu beschweren. In diesem Fall entschied König Heinrich zugunsten Widerads. Der Aufstand wurde als Angriff auf die geistliche und weltliche Ordnung empfunden, die Aufrührer zu harten Strafen verurteilt. Sie wurden ausgepeitscht, kahl geschoren und ihre Anführer aus dem Kloster verjagt, die übrigen auf andere Klöster verteilt.